# Кухаржова, Татьяна
Та́тьяна Ку́харжова (чеш. Taťána Kuchařová; род. 23 декабря 1987, Трнава, ЧССР) — чешская победительница конкурса красоты, завоевавшая титул Мисс Чехии и Мисс Мира 2006. При этом она стала первой чешкой, выигравшей в финале конкурса Мисс Мира, состоявшемся 30 сентября 2006 года в Варшаве, Польша. Также она является самой молодой победительницей в истории конкурса Мисс Мира, на момент присвоения титула ей было всего 18 лет и она училась в средней школе.

## Биография
Кухаржова родилась в Трнаве, ныне Словакия, и выросла в городке Опочно близ Градец-Кралове, Чехия.
Она училась в средней школе и вскоре после сдачи экзаменов на бакалавриат в ноябре 2008 года была избрана Мисс Чешской республики, владея этим титулом по 2010 год. А в сентябре следующего года она стала Мисс Мира.
Её рост составляет 177 см, у неё светлые волосы и голубые глаза, а пропорции тела 88-63-90. Татьяна любит теннис, верховую езду и у неё много домашних животных, таких как черепахи, птицы, множество кошек, кроликов и морских свинок. Её персональный девиз — «Всегда быть оптимисткой».

## Личная жизнь
Партнёром Кухаржовой Татьяны был политик Милан Рихтер, член городского совета Праги, с которым, однако, они расстались осенью 2009 года. По состоянию на 2010 год она жила с американской моделью Леном Карлсоном. На Международном кинофестивале в Карловых Варах в 2013 году она рассказала о своем партнерстве с композитором Ондржеем Грегором Бжобохаты. Их свадьба состоялась 30 июня 2016 года в базилике Успения Девы Марии премонстратского Страговского монастыря в Праге.  Они разорвали отношения в декабре 2021 года и развелись в 2022 году.  После развода она вернулась к своей девичьей фамилии Кухаржова.
25 июня 2008 года она основала фонд «Помощь красоте», целью которого являются оказание финансовой, материальной, гуманитарной, правовой, экспертной, а также персональной помощи и образования людям, нуждающимся в физической, социальной или экономической поддержке, как в Чешской республике, так и за её пределами.

## Мисс Мира

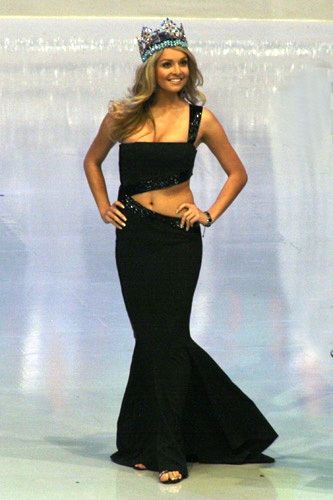
Татьяна Кухаржова в короне

Кухаржова обошла 103 других претендентки в ходе голосования членами жюри и телезрителями всего мира, состоявшегося в течение двухчасового финала церемонии в польской столице, где глава Варшавы наблюдал за финалом и представил новую Мисс Мира, со свитком, подтверждающим её титул в качестве посла от Варшавы и попросил победительницу нести послание мира по всему земному шару. Корону ей вручила действующая королева исландка Уннур Бирна Вильхьялмсдоттир. Второе место при этом заняла австралийка Сабрина Хуссами и третье — румынка Иоана Валентина Боитур.
Судьям Татьяна рассказала, что хочет поступить в университет и затем стать моделью, что, как она надеется, позволит ей путешествовать.
В декабре 2006 года она появилась в фильме о моде, срежиссированном и спродюсированном Александром Жукоффым в Вене на канале Fashion TV.
1 декабря 2007 года во время гала-представления на финале Мисс Мира 2007 Татьяна передала свою корону следующей Мисс Мира — Чжан Цзылинь из Санья (Китай), где и проходил заключительный этап этого конкурса. За время владения титулом, помимо собственной Чехии, в поездках она посетила Польшу, Объединённые Арабские Эмираты, Мексику, США, Китай, Англию, Северную Ирландию, Россию, Шри-Ланку и Латвию.
В последующие девять месяцев после получения титула она окончила обучение в средней школе.

## Примечание
1. ↑  Česko-Slovenská filmová databáze (чеш.) — 2001.
2. ↑  Brzobohatý a Kuchařová si řekli své ano. Na svatbu pozvali Dyka i plastického chirurga (чеш.) — 2005.
3. ↑  Jsme rozvedeni. Do poslední chvíle to byly patologické lži, říká Kuchařová (чеш.) — 2022.
4. ↑  Miss ČR je osmnáctiletá Taťána Kuchařová (чешск.). novinky.cz. 8 апреля 2006. Архивировано 26 июля 2011. Дата обращения: 30 апреля 2009.
5. ↑  New Miss World crowned. Sydney Morning Herald. 1 октября 2006. Архивировано 29 августа 2011. Дата обращения: 15 апреля 2009.
6. 1 2  It's not easy being Miss World. The Prague Post. 22 августа 2007. Архивировано 21 августа 2017. Дата обращения: 17 апреля 2009.
7. ↑  Miss Kuchařová odtajnila svého přítele, na letišti ji ale nevítal. Дата обращения: 14 июля 2011. Архивировано 2 марта 2008 года.
8. ↑  Miss World Kuchařová oznámila rozchod s radním Richterem. Дата обращения: 14 июля 2011. Архивировано 29 октября 2009 года.
9. ↑  Kuchařová a radní Richter se rozešli. Po dvou letech. Дата обращения: 14 июля 2011. Архивировано из оригинала 28 января 2010 года.
10. ↑  Valentýn Kuchařové: s novým přítelem u Eiffelovky. Дата обращения: 14 июля 2011. Архивировано 2 июля 2010 года.
11. ↑  Taťána Kuchařová (чешск.) // Wikipedie. — 2025-04-21.
12. ↑  Krása pomoci: Historie. Дата обращения: 14 июля 2011. Архивировано из оригинала 17 апреля 2012 года.
13. ↑  Tatana Kucharova Foundation, Beauty of Help. Mission and objectives. (чеш.). Дата обращения: 14 июля 2011. Архивировано из оригинала 14 августа 2012 года.
14. ↑  Archived copy. Дата обращения: 24 февраля 2007. Архивировано из оригинала 3 июля 2007 года.
15. ↑  China wins Miss World. Malaysia Star. 2 декабря 2007. Архивировано 23 октября 2012. Дата обращения: 17 апреля 2009.